# Elecciones federales de 2021 en Baja California Sur
Las Elecciones federales en Baja California Sur de 2021 se llevaron a cabo el domingo 6 de junio, renovándose los titulares de los siguientes cargos de elección popular:
Diputados Federales de Baja California Sur. Dos de ellos electos por mayoría relativa, elegidos en cada uno de los Distritos electorales, mientras que los otros son elegidos mediante representación proporcional.
Las coaliciones que participan en el estado son "Va por México" y "Juntos Hacemos Historia".

#### Distrito II (San José del Cabo)

Resultados del Distrito 2 de Baja California Sur por sección distrital

## Resultados

### Diputados federales

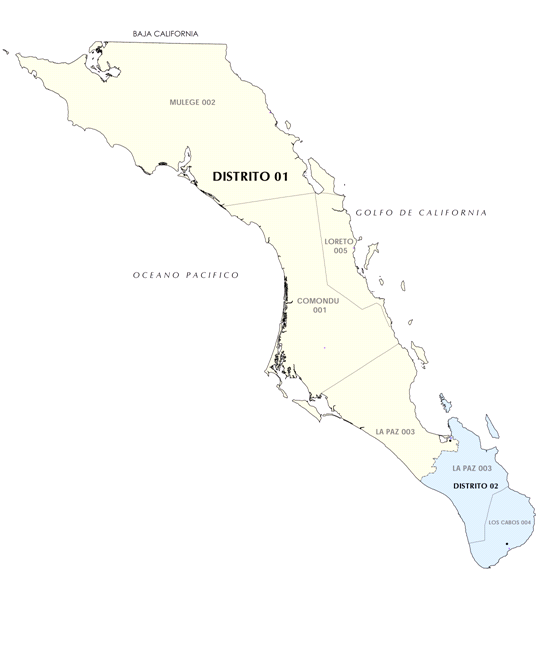
División política de los distritos electorales federales en Baja California.

|  | 36.26 % |

|  | 45.80 % |

|  | 6.41 % |

|  | 3.13 % |

|  | 34.20 % |

|  | 40.05 % |

|  | 4.62 % |

|  | 1.22 % |

|  | 3.48 % |

|  | 3.25 % |

|  | 2.28 % |

|  | 1.53 % |

|  | 0.08 % |

|  | 96.47 % |

|  | 3.53 % |

|  | 100.00 % |

|  | 49.25 % |

#### Distrito I (La Paz)
El TEPJF anulo los resultados de cuatro casillas (22 C1, 442 C1, 94 C2, y 171 B), esto modificando el resultado final pues originalmente Mercedes Maciel había resultado electa en el distrito.

Resultados del Distrito 1 de Baja California Sur por sección distrital

#### Resultados por Distrito Federal
|  | 43.32 % |

|  | 43.34 % |

|  | 2.55 % |

|  | 3.57 % |

|  | 2.31 % |

|  | 1.01 % |

|  | 49.34 % |

|  | 35.34 % |

|  | 4.81 % |

|  | 2.78 % |

|  | 2.23 % |

|  | 2.28 % |

|  | 45.80 % |

|  | 40.05 % |

|  | 3.48 % |

|  | 3.25 % |

|  | 2.28 % |

|  | 1.53 % |

#### Resultados por Municipio
|  | 46.10 % |

|  | 33.42 % |

|  | 9.33 % |

|  | 4.28 % |

|  | 1.26 % |

|  | 0.67 % |

|  | 43.91 % |

|  | 45.01 % |

|  | 1.07 % |

|  | 3.16 % |

|  | 2.35 % |

|  | 1.17 % |

|  | 30.22 % |

|  | 47.16 % |

|  | 0.30 % |

|  | 9.32 % |

|  | 8.90 % |

|  | 0.59 % |

|  | 49.02 % |

|  | 35.05 % |

|  | 5.32 % |

|  | 2.83 % |

|  | 2.21 % |

|  | 2.45 % |

|  | 46.55 % |

|  | 43.67 % |

|  | 0.45 % |

|  | 1.84 % |

|  | 1.27 % |

|  | 0.92 % |

|  | 45.80 % |

|  | 40.05 % |

|  | 3.48 % |

|  | 3.25 % |

|  | 2.28 % |

|  | 1.53 % |